# (30832) Urbaincreve
(30832) Urbaincreve est un astéroïde de la ceinture principale.

## Description
(30832) Urbaincreve est un astéroïde de la ceinture principale. Il fut découvert le 16 octobre 1990 à La Silla par Eric Walter Elst. Il présente une orbite caractérisée par un demi-grand axe de 2,33 UA, une excentricité de 0,13 et une inclinaison de 5,9° par rapport à l'écliptique.

## Compléments